# درمان با نوترون سریع
درمان با نوترون سریع روشی درمانی با بهره‌گیری از انرژی بالا نوترون به‌طور معمول بین ۵۰ تا ۷۰ مگا الکترون‌ولت برای درمان سرطان است. بیشتر پرتوهای درمانی نوترون سریع توسط رآکتورها، سیکلوترون‌ها (Be+d) و شتاب‌دهنده‌های خطی تولید می‌شوند. درمان به وسیله نوترون در حال حاضر در آلمان، روسیه، آفریقای جنوبی و ایالات متحده در دسترس است. در ایالات متحده، یک مرکز درمانی در سیاتل، واشینگتن فعال است. مرکز سیاتل از سیکلوترون استفاده می‌کند که پرتوی پروتون به وسیله بریلیوم تولید می‌شود.